# كارمين سو
كارمين سو هي عارضة ومذيعة وممثلة ماليزية، ولدت في 14 أكتوبر 1977 بإيبوه في ماليزيا.

## أعمال

### أفلام
- (2018) أغنياء آسيويون مجانين

## وصلات خارجية
- كارمين سو على موقع IMDb (الإنجليزية)
- كارمين سو على موقع قاعدة بيانات الفيلم (الإنجليزية)